# Caravaning
 (novembre 2014).
Si vous disposez d'ouvrages ou d'articles de référence ou si vous connaissez des sites web de qualité traitant du thème abordé ici, merci de compléter l'article en donnant les références utiles à sa vérifiabilité et en les liant à la section « Notes et références ».
Le caravaning est un loisir consistant à se déplacer en véhicule récréatif (VR ou camping-car). Plusieurs personnes ont adopté le caravaning comme mode de vie et pratiquent le nomadisme dans le monde entier.

## Usages

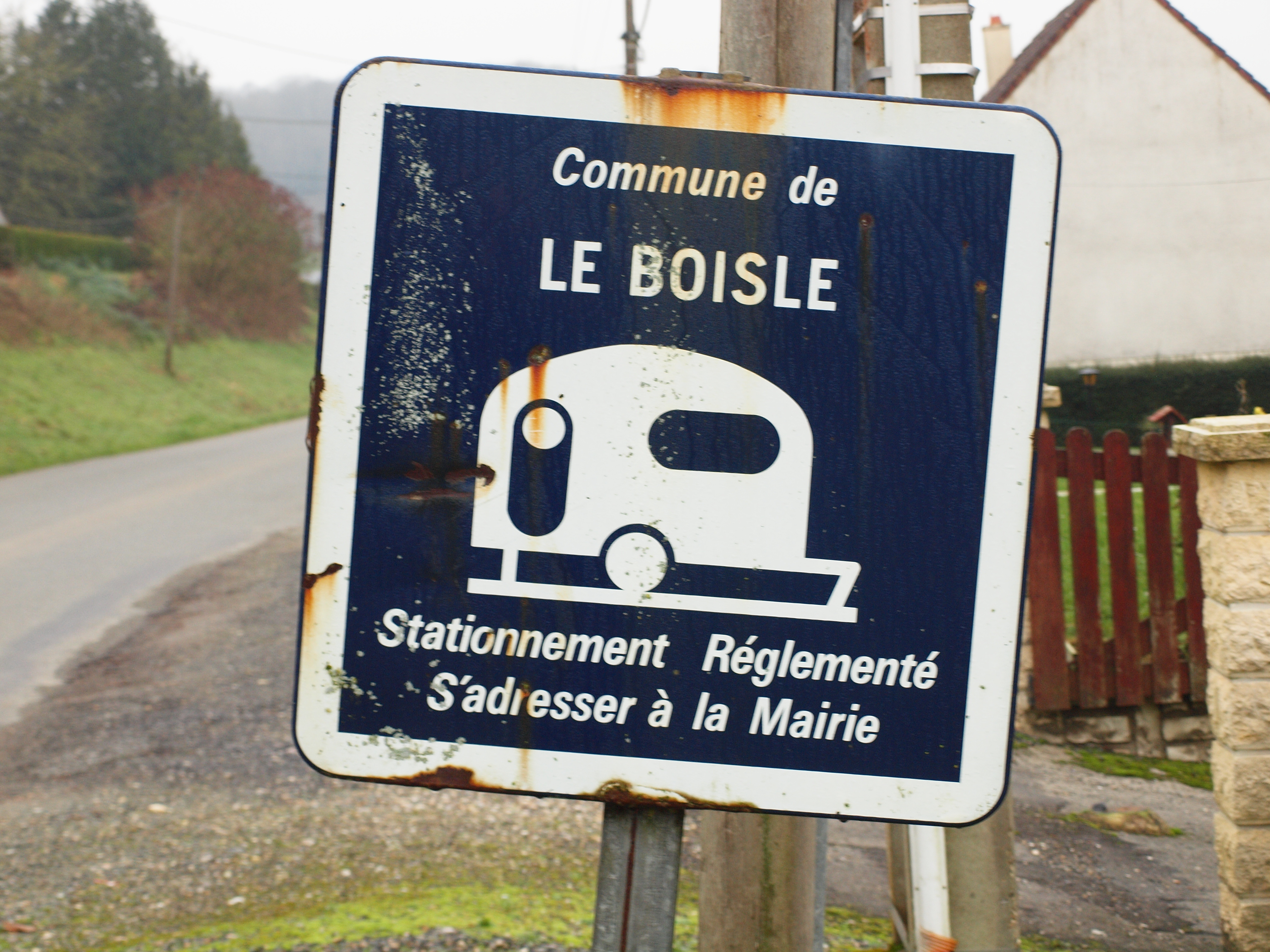
La pratique du caravanage est réglementée.

Le caravanier (pratiquant du caravaning) se déplace plus souvent qu'autrement de camping en camping. Mais, surtout en Amérique du Nord (États-Unis et Canada), plusieurs caravaniers stoppent dans les aires de repos consacrées au camionneurs ou font du boondocking dans les stationnements de magasins à grande surface. Wal-Mart est célèbre pour son accueil des caravaniers sur la quasi-totalité de ses aires de stationnement.

## Véhicules récréatifs
- autocaravane ;
- caravane ;
- roulotte ;
- etc.

## Organisation
Ce loisir (ou mode de vie) est relativement organisé et bon nombre de pratiquants se sont regroupés en fédérations. La fédération française de camping et de caravaning et la fédération québécoise de camping et de caravaning sont deux exemples de fédérations régionales qui assurent le regroupement de pratiquants.